# Yalgoo (ort)
Yalgoo är en ort i Australien. Den ligger i kommunen Yalgoo och delstaten Western Australia, omkring 410 kilometer norr om delstatshuvudstaden Perth. Antalet invånare är 165.
Trakten runt Yalgoo är nära nog obefolkad, med mindre än två invånare per kvadratkilometer.. 
Omgivningarna runt Yalgoo är i huvudsak ett öppet busklandskap. Genomsnittlig årsnederbörd är 282 millimeter. Den regnigaste månaden är juni, med i genomsnitt 48 mm nederbörd, och den torraste är oktober, med 8 mm nederbörd.